# Carrie Derick
Carrie Matilda Derick, née à Saint-Georges-de-Clarenceville le 14 janvier 1862 et morte à Montréal le 10 novembre 1941, est une botaniste canadienne et la première femme professeure dans une université canadienne.

## Biographie
Carrie Derick est née en 1862 à Saint-Georges-de-Clarenceville au Québec. Loyaliste, son grand-père Philip Derickson s'installe au Québec dans les Cantons-de-l'Est au début de l'année 1873. Elle fait ses études à l'Académie de Clarenceville où elle enseignera en 1887. Elle poursuit sa formation à Montréal à l'école normale de l'université McGill et obtient son diplôme en 1881,. De 1881 à 1883, elle occupe le poste de directrice à l'Académie de Clarenceville.           
En 1884, la faculté des arts de McGill admet des étudiantes. Carrie Derick y fait ses études et obtient son diplôme de baccalauréat en 1890. Elle fait ainsi partie des premières femmes à avoir été admises à McGill. Durant ses études de premier cycle, elle se distingue par sa moyenne de 94 % et par l'obtention d'un prix en zoologie, en études classiques et de la médaille d'or Logan en sciences naturelles,. En septembre 1891, le professeur David Penhallow insiste auprès des instances de l'Université McGill afin que Carrie Derick soit engagée comme assistante. C'est ainsi qu'elle obtient une charge de cours au département de botanique de McGill et qu'elle devient la première femme à y enseigner,.           
Elle poursuit des études de deuxième cycle en botanique avec le professor David Penhallow et obtient son diplôme de maîtrise en 1896,. Elle passe quelques semestres d'été à l'université Harvard, au Wood's Hole Biological Station du Massachusetts et au College of Science de Londres. Elle étudie également à l'Université de Berlin, de Munich et de Bonn. En 1901, elle poursuit des études de troisième cycle à l'université de Bonn,. Elle finit ses études doctorales à Bonn en 1906, sans obtenir le doctorat, puisque l'université ne décerne pas de doctorat aux femmes à l'époque.          
Carrie Derick est la Canadienne à accéder à la fonction de professeure titulaire à l'université McGill et la première professeure de biologie de cette université. En tant que chercheuse, elle est reconnue à l'échelle internationale pour ses travaux scientifiques. Elle a fondé le département de génétique de l'université McGill. 
En 1929, elle est nommée professeure émérite,.
Carrie Derick meurt en 1941 à l'âge de 79 ans.

### Lutte pour les droits des femmes
En plus d'être une femme de sciences, Carrie Derick a milité pour le droit des femmes,. Elle s'est impliquée dans différentes associations dont la Fédération canadienne des femmes diplômées des universités. Elle est présidente du Conseil local des femmes de Montréal, une organisation formée majoritairement de femmes protestantes. De plus, elle a été la première présidente de la Montreal Suffrage Association, fondée en 1912, qu'elle a dirigée jusqu'en 1913,. Durant ces années, elle s'implique activement dans les démarches visant à permettre aux femmes de voter au niveau fédéral. Ce droit de vote est partiellement accordé en 1917 et, finalement, en 1918, les restrictions sont abolies, toutes les Canadiennes peuvent voter.

## Publications
- Flowers of the field and forest
- A few notes on Canadian plant-lore
- Notes on the development of the holdfasts of certain Florideae, Montréal, 1897 Lire en ligne.
- Flowers of the field and forest

## Bourse Carrie-Derick
Une bourse a été créée en l'honneur de Carrie Derick à l'initiative de la députée Marie Bouillé ; l'objectif est de mettre en lumière la contribution des jeunes femmes et des professionnelles de Haut-Richelieu à la promotion et à l'avancement des sciences. 
La candidate retenue doit provenir du territoire de la MRC Haut-Richelieu ou y étudier. Elle doit faire la démonstration de son excellence académique et de son implication à l’avancement de la discipline scientifique soit par des activités parascolaires (expo-sciences, club scientifique, etc.) ou encore de recherches et de publications.